# Municipio de Whitestone Hill
El municipio de Whitestone Hill (en inglés: Whitestone Hill Township) es un municipio ubicado en el condado de Sargent en el estado estadounidense de Dakota del Norte. En el año 2010 tenía una población de 85 habitantes y una densidad poblacional de 0,99 personas por km².

## Geografía
El municipio de Whitestone Hill se encuentra ubicado en las coordenadas 46°14′25″N 97°42′20″O / 46.24028, -97.70556. Según la Oficina del Censo de los Estados Unidos, el municipio tiene una superficie total de 86.25 km², de la cual 86,05 km² corresponden a tierra firme y (0,23 %) 0,2 km² es agua.

## Demografía
Según el censo de 2010, había 85 personas residiendo en el municipio de Whitestone Hill. La densidad de población era de 0,99 hab./km². De los 85 habitantes, el municipio de Whitestone Hill estaba compuesto por el 100 % blancos. Del total de la población el 2,35 % eran hispanos o latinos de cualquier raza.